# Mysidetes anomala
Mysidetes anomala är en kräftdjursart som beskrevs av O. Tattersall 1955. Mysidetes anomala ingår i släktet Mysidetes och familjen Mysidae. Inga underarter finns listade i Catalogue of Life.